# Emotions (singolo Mariah Carey)
Emotions è una canzone scritta e prodotta da Mariah Carey, con David Cole e Robert Clivillés della C+C Music Factory, e registrata per il secondo album della Carey Emotions del 1991.
Fu pubblicata come primo singolo dell'album nell'agosto 1991 negli Stati Uniti ed in autunno nel resto del mondo.
La Carey ha aperto ogni suo tour con questo brano, fino al Rainbow World Tour del 2000, per riproporla successivamente nell'Angels Advocate Tour del 2009.
È ricordata come una delle canzoni più difficili della Carey.

## Il video
Il video prodotto per Emotions, diretto da Jeff Preiss, vede la Carey in compagnia di alcuni amici e di alcuni animali esotici, mentre si muovono per le strade di una città, mentre la fotografia del video cambia continuamente colore.

## Tracce
- U.S. CD single

1. "Emotions" (album version)
2. "Vanishing" (album version)

- U.S. CD maxi single

1. "Emotions" (12" club mix)
2. "Emotions" (12" instrumental)
3. "Emotions" (album version)
4. "There's Got to Be a Way" (12" mix)
5. "There's Got to Be a Way" (vocal dub mix)

- UK cassette single

1. "Emotions" (album version)
2. "Vanishing" (album version)

- UK maxi single

1. "Emotions" (album version)
2. "Vanishing" (album version)
3. "Vision Of Love" (album version)

## Andamento nellaBillboard Hot 100
| Posizione | 35 | 26 | 17 | 11 | 4 | 3 | 1 | 1 | 1 | 2 | 7 | 9 | 5 | 15 | 23 | 28 | 37 | 37 | 38 | 39 |

## Classifiche
| CLassifica(1991)                                | Posizione più alta |
| ----------------------------------------------- | ------------------ |
| U.S. Billboard Hot 100                          | 1                  |
| U.S. Billboard Hot R&B/Hip-Hop Singles & Tracks | 1                  |
| U.S. Billboard Hot Dance Club Play              | 1                  |
| U.S. Billboard Adult Contemporary               | 3                  |
| U.S. ARC Weekly Top 40                          | 1                  |
| Canada                                          | 3                  |
| New Zealand Singles Chart                       | 3                  |
| Israele                                         | 7                  |
| Australia                                       | 11                 |
| Official Singles Chart                          | 17                 |
| Germania                                        | 39                 |
| Giappone                                        | 90                 |

### Classifiche annuali
| Paese (1991) | Posizione |
| ------------ | --------- |
| Stati Uniti  | 22        |